# Kameni most u Varešu
Stari Kameni most nalazi se u Varešu, izgrađen je između 16. i 17. stoljeća preko rijeke Stavnje. Vrlo je sličan većini jednolučnih mostova iz turskog doba. Predstavlja posebnu vrijednost, ne samo izgledom, već i zbog toga što ga u građevinsko-arhitektonskom smislu naučnici vežu za isti stil kao što je bio Stari most u Mostaru. 
Uz njega se veže legenda o ljubavi između mlade kršćanke i mladića iz ugledne muslimanske obitelji, u čiju spomen je ovaj most i nastao, a dao ga je izgraditi mladićev otac svojim bogatstvom.

## Legenda
Legenda kaže da se u to doba rodila ljubav izneđu Anke, mlade kršćanke i Akifa, mladića iz jedne ugledne i imućne muslimanske porodice.
Mimo svih običaja i pravila, Akif je dobio pristanak od oca da oženi Anku. Iako se bojala reakcije svojih, Anka posluša svoje srce i pristade. Dogovoriše se da Anka poslije nedjeljne mise krene niz čaršiju do uskog drvenog prijelaza preko rijeke Stavnje gdje će je on čekati. Jako je padala kiša i snažna bujica je smočila drveni most. Ne sluteći zlo, Anka zakorači na prijelaz, znajući da je na drugoj strani čeka njen Akif. Drhtava noga pokleknu, Anka se okliznu i s krikom pade u vodu. Akif, ne razmišljajući ni trena skoči u nabujalu rijeku koja ih nemilosrdno povuče u svoju dubinu.
Očajni Akifov otac je oduvijek želio svoje bogatstvo podariti sinu, pa to i učini na neobičan način.
Svoje imanje je rasprodao i tim novcem je platio gradnju Kamenog mosta preko rijeke Stavnje. Gradeći ga s dvije strane, na sredini ga spojiše u neraskidivu vezu baš kao što se u smrtnom trenutku spojiše ruke Anke i Akifa. U konstrukciji mosta vješti majstori ostaviše otvor u koji Akifov otac položi dva zlatna prstena kojim posmrtno vjenča Anku i Akifa.